# Lutjanus jocu
A baúna (Lutjanus jocu) é uma espécie de peixe nativa do Oceano Atlântico, entre o Massachusetts e São Paulo, incluindo o Caribe. Também é conhecido pelos nomes populares de baúna-de-fogo, dentão, vermelho-cachorro, vermelho-siriúba e caraputanga.